# لولبية سكبية
لولبية سكبية (بالإنجليزية: Treponema primitia)‏ هي بكتيريا، وأول بكتيريا ملتوية يُمكن عزلها في الأمعاء مع اللولبية الآزوتية المغذية.